# Olympische Sommerspiele 1968/Leichtathletik – 110 m Hürden (Männer)
Der 110-Meter-Hürdenlauf der Männer bei den Olympischen Spielen 1968 in Mexiko-Stadt wurde am 16. und 17. Oktober 1968 im Estadio Olímpico Universitario ausgetragen. 33 Athleten nahmen teil.
Olympiasieger wurde der US-Amerikaner Willie Davenport. Er gewann vor seinem Landsmann Ervin Hall und dem Italiener Eddy Ottoz.
Während für die DDR – offiziell Ostdeutschland – keine Athleten an den Start gingen, wurde die Bundesrepublik Deutschland – offiziell Deutschland – durch Hinrich John und Werner Trzmiel vertreten. Beide überstanden die Vorrunde. John schied im Halbfinale aus, Trzmiel qualifizierte sich für das Finale, in dem er Fünfter wurde.

Für die Schweiz startete Daniel Riedo, der im Halbfinale ausschied.

Läufer aus der Österreich und Liechtenstein nahmen nicht teil.

## Rekorde

### Bestehende Rekorde

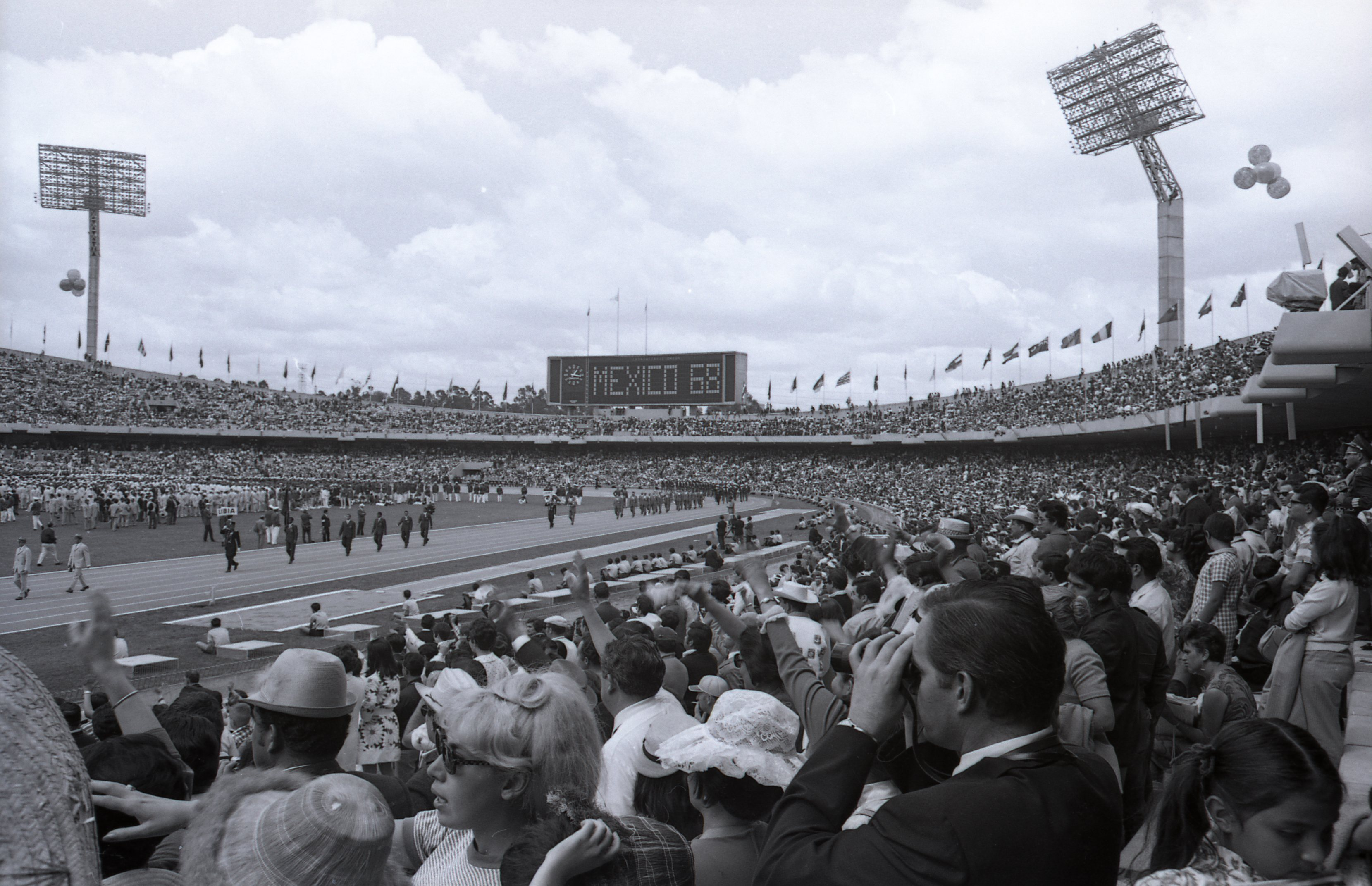
Das Olympiastadion während der Eröffnungsfeier 1968

| Weltrekord         | 13,2 s | Martin Lauer ( BR Deutschland) | Zürich, Schweiz                 | 7. Juli 1959      |
| Weltrekord         | 13,2 s | Lee Calhoun ( USA)             | Bern, Schweiz                   | 21. August 1960   |
| Weltrekord         | 13,2 s | Earl McCullouch ( USA)         | Minneapolis, USA                | 16. Juli 1967     |
| Olympischer Rekord | 13,5 s | Lee Calhoun ( USA)             | Finale OS Melbourne, Australien | 28. November 1956 |
| Olympischer Rekord | 13,5 s | Jack Davis ( USA)              | Finale OS Melbourne, Australien | 28. November 1956 |

### Rekordegalisierungen / -verbesserungen
Der bestehende olympische Rekord wurde zunächst egalisiert, dann einmal verbessert und ein weiteres Mal egalisiert:
- 13,5 s (egalisiert) – Eddy Ottoz (Italien), dritter Vorlauf am 16. Oktober bei einem Rückenwind von 1,7 m/s
- 13,3 s – Ervin Hall (USA), erstes Halbfinale am 16. Oktober bei einem Rückenwind von 1,8 m/s
- 13,3 s (egalisiert) – Willie Davenport (USA), Finale am 17. Oktober bei Windstille

## Durchführung des Wettbewerbs
33 Athleten traten am 16. Oktober zu insgesamt fünf Vorläufen an. Die jeweils drei Laufbesten – hellblau unterlegt – sowie der nachfolgend Zeitschnellste – hellgrün unterlegt – kamen ins Halbfinale, das am selben Tag stattfand. Hier qualifizierten sich die vier Laufbesten – wiederum hellblau unterlegt – für das Finale am 17. Oktober.

## Zeitplan
16. Oktober, 10:00 Uhr: Vorläufe

16. Oktober, 15:00 Uhr: Halbfinale

17. Oktober, 17:00 Uhr: Finale
Anmerkung: Alle Zeiten sind in Ortszeit Mexiko-Stadt (UTC −6) angegeben.

## Vorrunde
Datum: 16. Oktober 1968, ab 10:00 Uhr

### Vorlauf 1
Wind: ±0,0 m/s
| Platz | Name                | Nation                       | Offizielle Zeit handgestoppt | Inoffizielle Zeit elektronisch |
| ----- | ------------------- | ---------------------------- | ---------------------------- | ------------------------------ |
| 1     | Ervin Hall          | USA                          | 13,7 s                       | 13,75 s                        |
| 2     | Pierre Schoebel     | Frankreich                   | 13,8 s                       | 13,83 s                        |
| 3     | Daniel Riedo        | Schweiz                      | 14,0 s                       | 14,10 s                        |
| 4     | Giovanni Cornacchia | Italien                      | 14,1 s                       | 14,13 s                        |
| 5     | Franklin Blyden     | Amerikanische Jungferninseln | 14,7 s                       | 14,74 s                        |
| 6     | Kimaru Songok       | Kenia                        | 14,7 s                       | 14,76 s                        |
| DNS   | Bernard Kender      | Tschad                       |                              |                                |

### Vorlauf 2

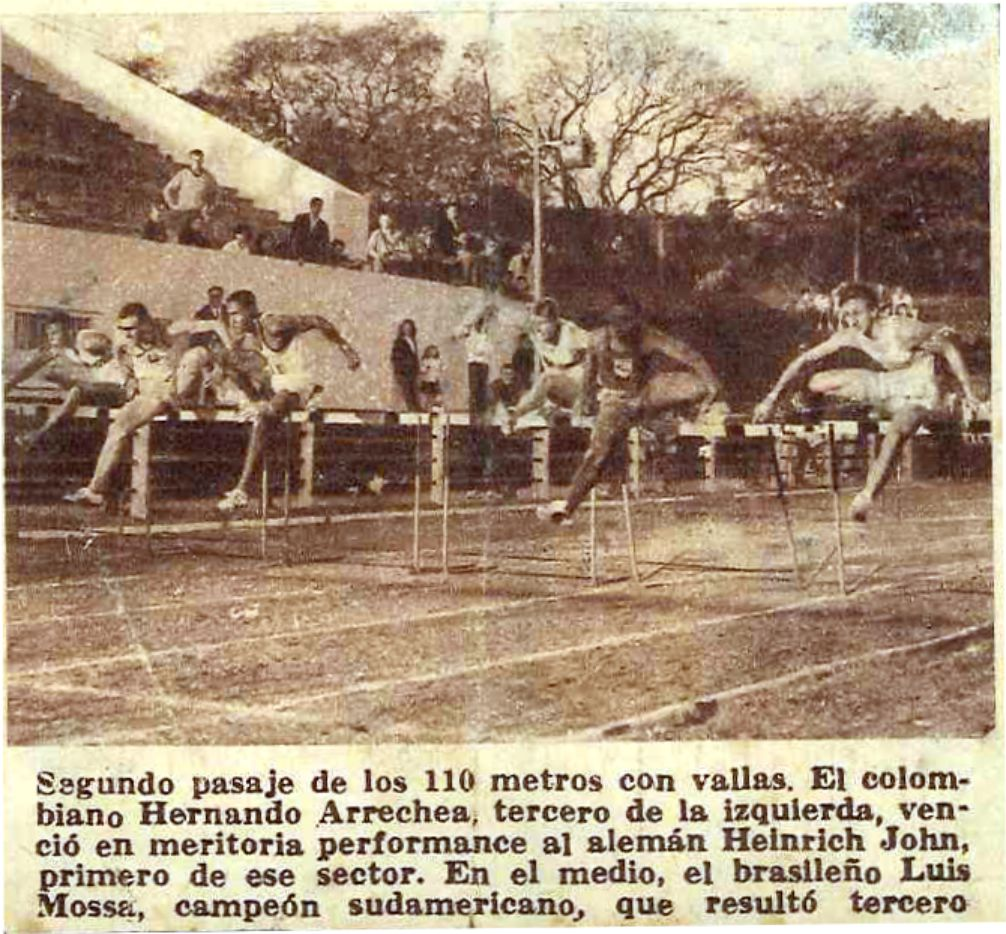
Hernando Arrechea (in diesem Zeitungssuaschnitt Dritter von links) schied als Fünfter des zweiten Vorlaufs aus

Wind: +1,0 m/s
| Platz | Name              | Nation         | Offizielle Zeit handgestoppt | Inoffizielle Zeit elektronisch |
| ----- | ----------------- | -------------- | ---------------------------- | ------------------------------ |
| 1     | Willie Davenport  | USA            | 13,6 s                       | 13,65 s                        |
| 2     | Hinrich John      | BR Deutschland | 13,8 s                       | 13,87 s                        |
| 3     | Arnaldo Bristol   | Puerto Rico    | 13,9 s                       | 13,92 s                        |
| 4     | Oleg Stepanenko   | Sowjetunion    | 13,9 s                       | 13,95 s                        |
| 5     | Hernando Arrechea | Kolumbien      | 14,0 s                       | 14,09 s                        |
| 6     | Ishtiaq Mubarak   | Malaysia       | 14,3 s                       | 14,36 s                        |
| 7     | Su Po-tai         | Taiwan         | 15,0 s                       | 15,11 s                        |

### Vorlauf 3

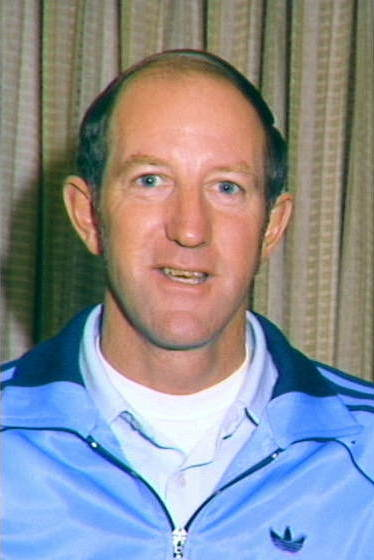
Gary Knoke – ausgeschieden als Vierter des dritten Vorlaufs

Wind: +1,7 m/s
| Platz | Name              | Nation         | Offizielle Zeit handgestoppt | Inoffizielle Zeit elektronisch |
| ----- | ----------------- | -------------- | ---------------------------- | ------------------------------ |
| 1     | Eddy Ottoz        | Italien        | 13,5 s ORe                   | 13,61 s                        |
| 2     | Werner Trzmiel    | BR Deutschland | 13,8 s0000                   | 13,87 s                        |
| 3     | Juan Morales      | Kuba           | 13,9 s0000                   | 13,95 s                        |
| 4     | Gary Knoke        | Australien     | 14,1 s0000                   | 14,14 s                        |
| 5     | Stuart Storey     | Großbritannien | 14,1 s0000                   | 14,20 s                        |
| 6     | Simbara Maki      | Elfenbeinküste | 14,3 s0000                   | 14,32 s                        |
| 7     | Fernand Tovondray | Madagaskar     | 14,9 s0000                   | 15,00 s                        |

### Vorlauf 4
Wind: +3,0 m/s
| Platz | Name              | Nation         | Offizielle Zeit handgestoppt | Inoffizielle Zeit elektronisch |
| ----- | ----------------- | -------------- | ---------------------------- | ------------------------------ |
| 1     | Leon Coleman      | USA            | 13,7 s                       | 13,77 s                        |
| 2     | Bo Forssander     | Schweden       | 13,9 s                       | 14,00 s                        |
| 3     | Kjellfred Weum    | Norwegen       | 14,0 s                       | 14,08 s                        |
| 4     | Mike Parker       | Großbritannien | 14,1 s                       | 14,16 s                        |
| 5     | Patricio Saavedra | Chile          | 14,4 s                       | 14,47 s                        |
| 6     | Rogelio Onofre    | Philippinen    | 15,0 s                       | 15,01 s                        |
| DNS   | Werner Kuhn       | Schweiz        |                              |                                |

### Vorlauf 5

Alan Pascoe (hier ganz rechts bei einem 400-m-Hürdenlauf) erreichte als Vierter des fünften Vorlaufs nicht das Halbfinale

Wind: ±0,0 m/s
| Platz | Name              | Nation                  | Offizielle Zeit handgestoppt | Inoffizielle Zeit elektronisch |
| ----- | ----------------- | ----------------------- | ---------------------------- | ------------------------------ |
| 1     | Wiktor Balikin    | Sowjetunion             | 13,8 s                       | 13,82 s                        |
| 2     | Marcel Duriez     | Frankreich              | 13,9 s                       | 14,00 s                        |
| 3     | Sergio Liani      | Italien                 | 13,9 s                       | 14,01 s                        |
| 4     | Alan Pascoe       | Großbritannien          | 13,9 s                       | 14,01 s                        |
| 5     | Lubomír Nádeníček | Tschechoslowakei        | 14,1 s                       | 14,18 s                        |
| 6     | Alfredo Deza      | Peru                    | 14,3 s                       | 14,38 s                        |
| 7     | Radhamés Mora     | Dominikanische Republik | 16,8 s                       | 16,85 s                        |

## Halbfinale
Datum: 16. Oktober 1968, ab 15:00 Uhr

### Lauf 1
Wind: +1,8 m/s
| Platz | Name            | Nation         | Offizielle Zeit handgestoppt | Inoffizielle Zeit elektronisch |
| ----- | --------------- | -------------- | ---------------------------- | ------------------------------ |
| 1     | Ervin Hall      | USA            | 13,3 s OR                    | 13,38 s                        |
| 2     | Eddy Ottoz      | Italien        | 13,5 s000                    | 13,53 s                        |
| 3     | Bo Forssander   | Schweden       | 13,7 s000                    | 13,75 s                        |
| 4     | Pierre Schoebel | Frankreich     | 13,7 s000                    | 13,78 s                        |
| 5     | Hinrich John    | BR Deutschland | 13,8 s000                    | 13,87 s                        |
| 6     | Daniel Riedo    | Schweiz        | 14,0 s000                    | 14,07 s                        |
| 7     | Juan Morales    | Kuba           | 14,0 s000                    | 14,08 s                        |
| 8     | Wiktor Balikin  | Sowjetunion    | 14,1 s000                    | 14,13 s                        |

### Lauf 2
Wind: ±0,0 m/s
| Platz | Name             | Nation         | Offizielle Zeit handgestoppt | Inoffizielle Zeit elektronisch |
| ----- | ---------------- | -------------- | ---------------------------- | ------------------------------ |
| 1     | Willie Davenport | USA            | 13,5 s                       | 13,53 s                        |
| 2     | Leon Coleman     | USA            | 13,5 s                       | 13,54 s                        |
| 3     | Werner Trzmiel   | BR Deutschland | 13,5 s                       | 13,60 s                        |
| 4     | Marcel Duriez    | Frankreich     | 13,7 s                       | 13,73 s                        |
| 5     | Oleg Stepanenko  | Sowjetunion    | 13,8 s                       | 13,83 s                        |
| 6     | Kjellfred Weum   | Norwegen       | 14,0 s                       | 14,04 s                        |
| 7     | Sergio Liani     | Italien        | 14,0 s                       | 14,09 s                        |
| 8     | Arnaldo Bristol  | Puerto Rico    | 14,1 s                       | 14,13 s                        |

## Finale

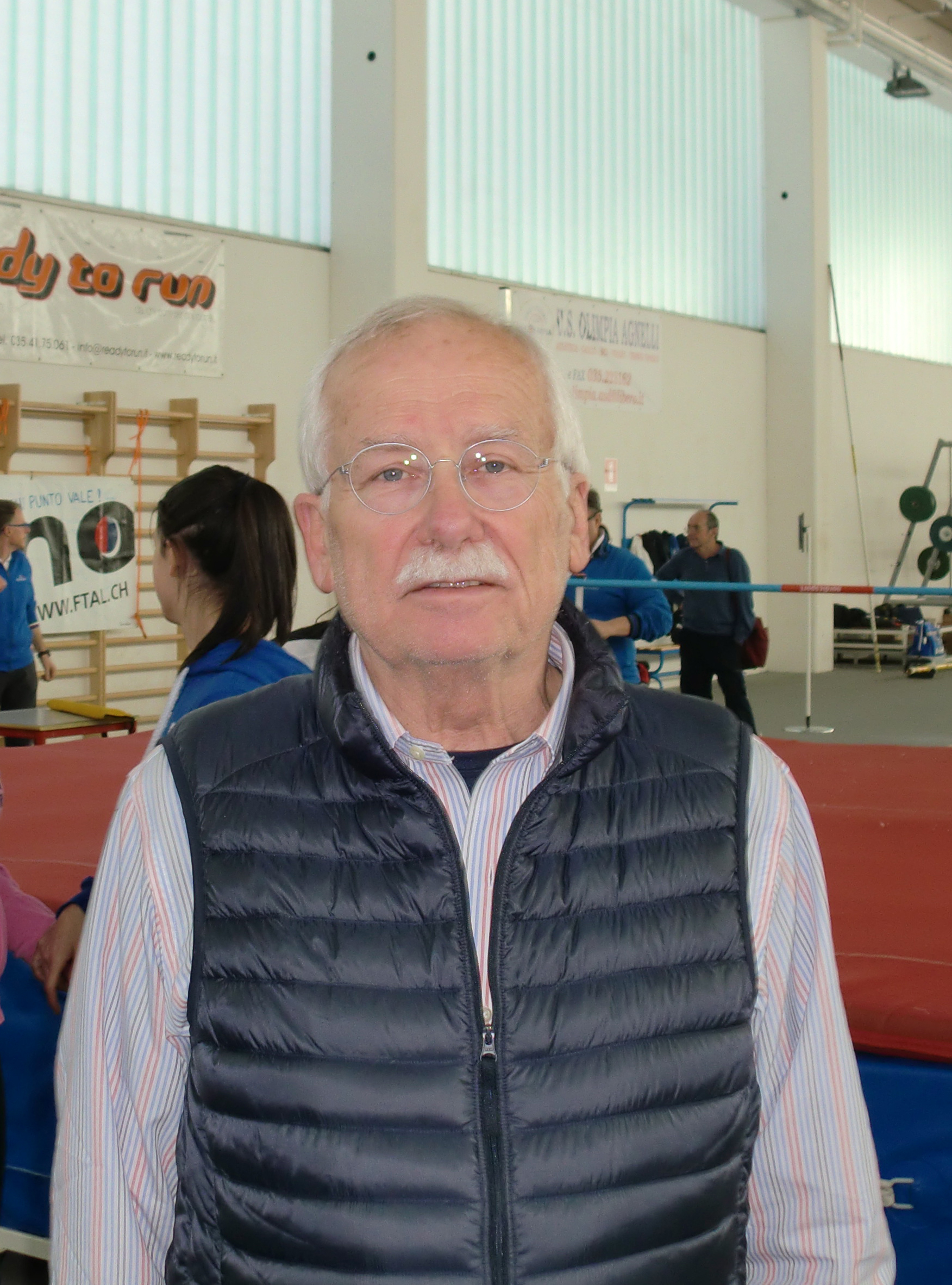
Eddy Ottoz (hier im Jahr 2015) erkämpfte sich nach Platz vier 1964 in Tokio diesmal die Bronzemedaille

Datum: 17. Oktober 1968, 17:00 Uhr
Wind: ±0,0 m/s
| Platz | Name             | Nation         | Offizielle Zeit handgestoppt | Inoffizielle Zeit elektronisch |
| ----- | ---------------- | -------------- | ---------------------------- | ------------------------------ |
| 1     | Willie Davenport | USA            | 13,3 s ORe                   | 13,33 s                        |
| 2     | Ervin Hall       | USA            | 13,4 s0000                   | 13,42 s                        |
| 3     | Eddy Ottoz       | Italien        | 13,4 s0000                   | 13,46 s                        |
| 4     | Leon Coleman     | USA            | 13,6 s0000                   | 13,67 s                        |
| 5     | Werner Trzmiel   | BR Deutschland | 13,6 s0000                   | 13,68 s                        |
| 6     | Bo Forssander    | Schweden       | 13,7 s0000                   | 13,73 s                        |
| 7     | Marcel Duriez    | Frankreich     | 13,7 s0000                   | 13,77 s                        |
| 8     | Pierre Schoebel  | Frankreich     | 14,0 s0000                   | 14,02 s                        |

Es gab zwei Favoriten für dieses Rennen, beide aus den Vereinigten Staaten: Willie Davenport und Ervin Hall, der sich durch die Verbesserung des olympischen Rekords in seinem Halbfinallauf besonders stark präsentiert hatte. Earl McCullouch, ein weiterer US-Hürdensprinter, hatte im Vorjahr den Weltrekord eingestellt, war jedoch schon vor der Olympiasaison ins Lager der Profi-Footballer gewechselt und so bei diesen Spielen nicht dabei.
Im Finalrennen kam Davenport sehr gut aus den Startblöcken und hatte früh die Führung inne, die er bis ins Ziel nicht mehr abgab. Mit ca. einem Meter Vorsprung unter Einstellung des Olympischen Rekords wurde er Olympiasieger vor Ervin Hall. Der Italiener Eddy Ottoz, Europameister 1966, verhinderte mit seinem dritten Platz zeitgleich mit Hall einen totalen US-Erfolg. Leon Coleman, USA, kam zwei Zehntelsekunden dahinter auf Platz vier und der Deutsche Werner Trzmiel wurde zeitgleich mit Coleman überraschend Fünfter.
Im sechzehnten olympischen Finale über 110 Meter Hürden lief Willie Davenport zur vierzehnten US-Goldmedaille. Es war der achte US-Sieg in Folge.

Zugleich war es für die USA der elfte Doppelsieg, der sechste in Folge.

Eddy Ottoz gewann die erste italienische Medaille in dieser Disziplin.

## Videolinks
- Olympics (1968), Bereich: 3:50 min bis 4:53 min, youtube.com, abgerufen am 18. September 2021
- Remembering Willie "Breeze" D. Davenport | 1968 Olympic Gold Medalist, youtube.com, abgerufen am 18. September 2021